# Rasina (rivier)
De Rasina is een rivier in Servië. De rivier ontspringt op de zuidflank van de Goč en mondt uit in de Zapadna Morava, een zijrivier van de Donau, nabij Kruševac. Het district Rasina is genoemd naar de rivier.
Een oudere benaming is de Arsen (Αρσεγα).